# 바르바라 그라보프스카
바르바라 그라보프스카(폴란드어: Barbara Grabowska, 1954년 11월 28일~1994년 8월 12일)는 폴란드의 배우이다.

## 참여 작품
- 피버 (1981년 영화)